# رانسوم كوك
رانسوم كوك (بالإنجليزية: Ransom Cook)‏ هو مهندس أمريكي، ولد في 1794، وتوفي في 1881.